# László Kiss (astronomo)
László Kiss (Subotica, 8 agosto 1972) è un astronomo ungherese.
| 14181 Koromházi      | 20 novembre 1998  |
| 23718 Horgos         | 2 aprile 1998     |
| 28196 Szeged         | 15 dicembre 1998  |
| 39971 József         | 2 aprile 1998     |
| 44479 Oláheszter     | 24 novembre 1998  |
| 45300 Thewrewk       | 1º gennaio 2000   |
| 53029 Wodetzky       | 22 novembre 1998  |
| 67308 Öveges         | 21 aprile 2000    |
| 68114 Deákferenc     | 1º gennaio 2001   |
| 68144 Mizser         | 1º gennaio 2001   |
| 72071 Gábor          | 31 dicembre 2000  |
| 75555 Wonaszek       | 31 dicembre 1999  |
| 75570 Jenőwigner     | 1º gennaio 2000   |
| 75823 Csokonai       | 28 gennaio 2000   |
| 82071 Debrecen       | 31 dicembre 2000  |
| 86196 Specula        | 24 settembre 1999 |
| 91024 Széchenyi      | 28 febbraio 1998  |
| 106869 Irinyi        | 31 dicembre 2000  |
| 107052 Aquincum      | 1º gennaio 2001   |
| 121817 Szatmáry      | 2 gennaio 2000    |
| 137066 Gellért-hegy  | 23 novembre 1998  |
| 171429 Hunstead      | 1º settembre 2007 |
| 231470 Bedding       | 2 settembre 2007  |
| 234294 Pappsándor    | 31 dicembre 2000  |
| 313116 Pálvenetianer | 31 dicembre 2000  |
| 320260 Bertout       | 31 agosto 2007    |
| 605901 Montághimre]  | 31 dicembre 2000  |

Il Minor Planet Center gli accredita la scoperta di quarantasei asteroidi, effettuate tra il 1998 e il 2007, tutte in collaborazione con Krisztián Sárneczky.
Gli è stato dedicato l'asteroide 113202 Kisslászló.